# カセケムイ
カセケムイ（Khasekhemwy）は、エジプト第2王朝のファラオであり、30年間エジプトを治めた。第2王朝最後の王であり、前の王セト・ペルイブセンの時代に起こった内乱を平定した。

## カセケム
前王セト・ペルイブセンとカセケムイの間に、カセケムという王がいた主張する説があるが、カセケムイと同一人物とする説が一般的である。同一人物説をとるならば、カセケムは内乱を鎮圧してから「二つの力強いもの（ホルス、セト）の出現」という意味を持つカセケムイに改名したとされている。そのため、王名を残すセレクにはホルスとセトの双方を示す動物が刻まれた。

## 内乱
この時期の石壺に「ケネブの町で北（下エジプト）の敵と交戦した年」と記録が残されていたことにより、南エジプト（上エジプト）のカセケムイと北エジプトとの間で戦闘が行われたことが判明している。ケネブの町とは南エジプトの主要都市ヒエラコンポリスのナイル川対岸の土地であり、北エジプトの反乱の規模の大きさが窺える。しかし、カセケムイの王墓から出土したカセケムイ像の台座部分には北エジプト人の打ち倒された死体が描かれており、南エジプトの冠を被ってその上に腰掛けるカセケムイの姿は反乱の鎮圧を示す。次代の王よりセト名が消えることからも、彼の治世ではセト派の勢力が減衰したことが読み取れる。

## 王墓
カセケムイは紀元前2686年頃に死去した。埋葬されたアビドスの墓は、長さ70メートル、幅10メートルから17メートルの巨大な不等辺四角形をしており、当時の王墓として特異な形をしている。また、一部は盗掘を免れており、黄金と紅玉髄の王錫、金箔の貼られた蓋をもつ水差し等が発掘された。また、現存する立体的な王の像としては最古のカセケムイ像が二体発掘されており、それぞれ片岩と石灰岩で作製されている。
カセケムイの墓から900メートル離れた場所には、同年代のレンガ建造物、シュネト・エル＝ゼビブが発掘されている。この長方形の建物の大きさは長さ123メートル、幅64メートルにもなるもので、複雑な内部構造が判明している。建物の目的は不明だが、作られた年代と位置から、カセケムイの王墓との何らかの関係が推測されている。

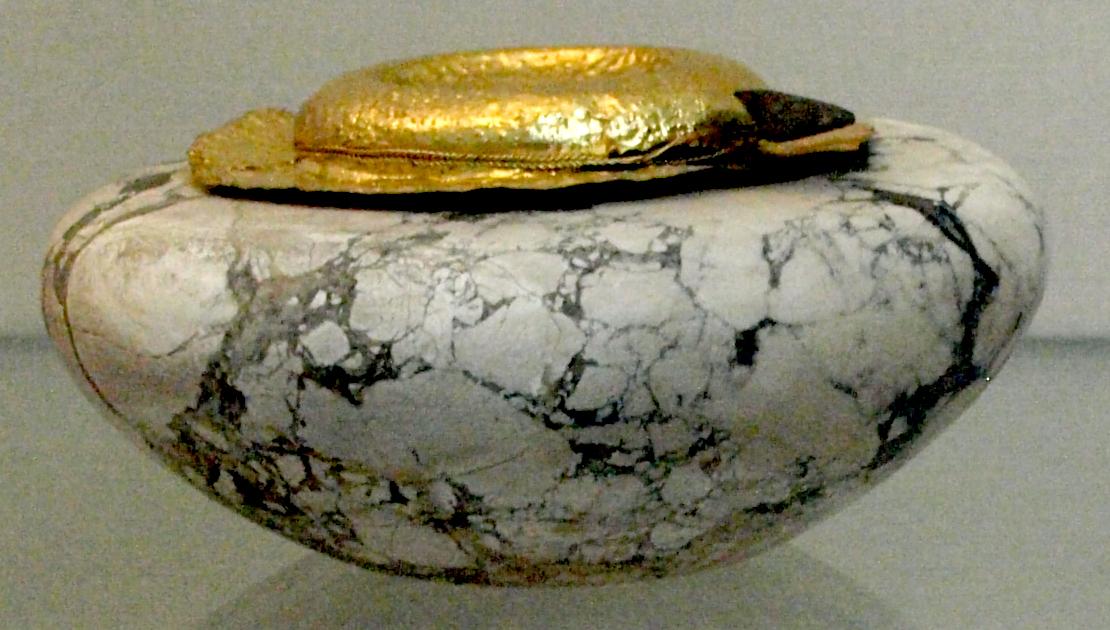
金箔の貼られた蓋がある水差し
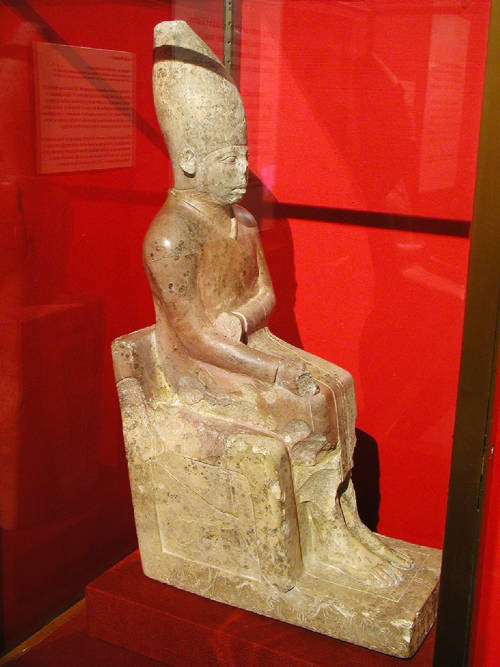
カセケムイ像（アシュモレアン博物館収蔵）
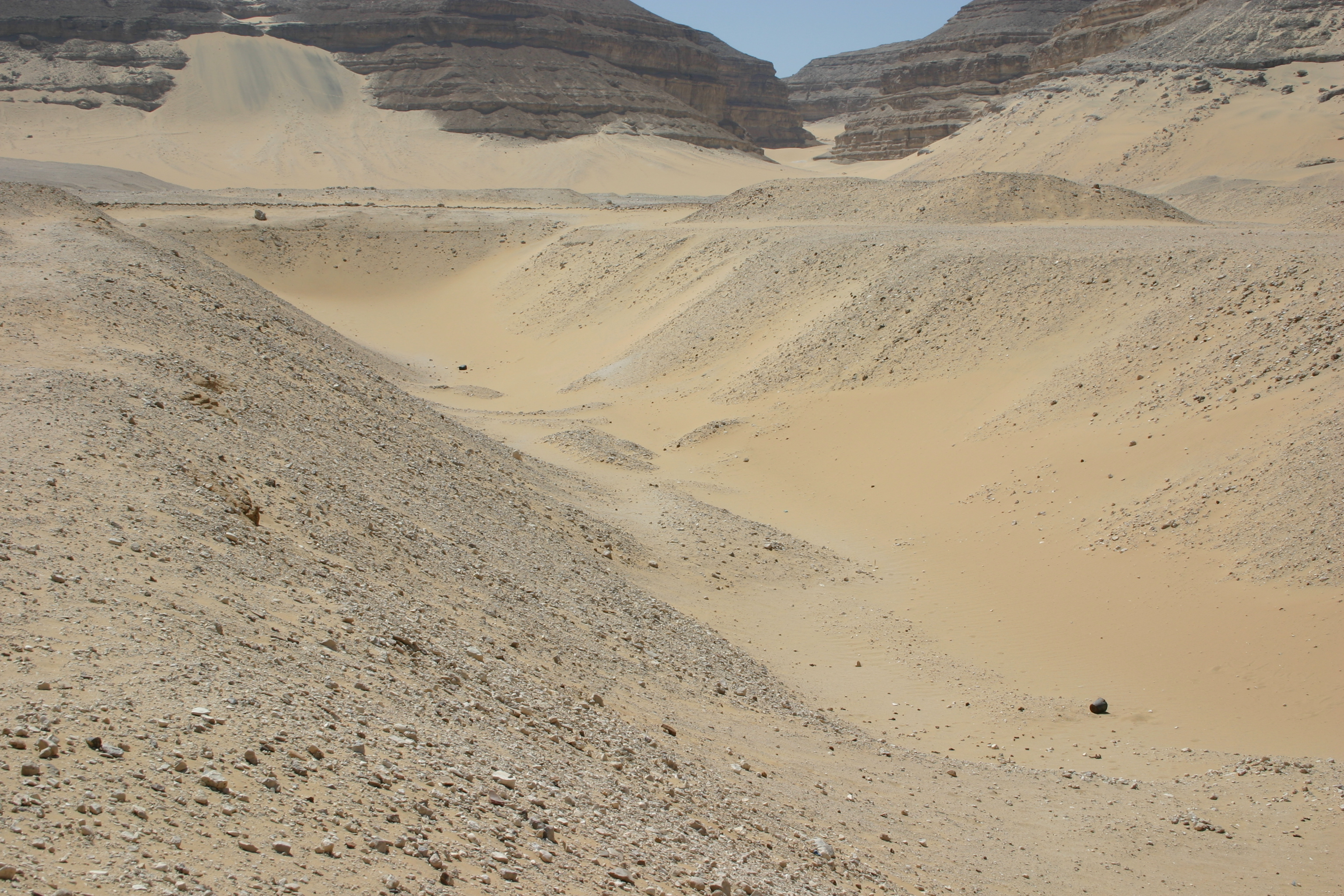
カセケムイの王墓周辺

## 死後
カセケムイには男子の王位継承者がおらず、女性王位継承者として娘のニマアトハピがいた。ニマアトハビはサナクトを夫に迎え、サナクトはエジプト第3王朝を開始する。古代エジプトは母系社会であり、この婚姻はサナクトの王位に正統性を与えた。